# راتکلیف (تگزاس)
راتکلیف (به انگلیسی: Ratcliff) یک منطقهٔ مسکونی در ایالات متحده آمریکا است که در شهرستان هیوستون، تگزاس واقع شده‌است.